# Bến Hải

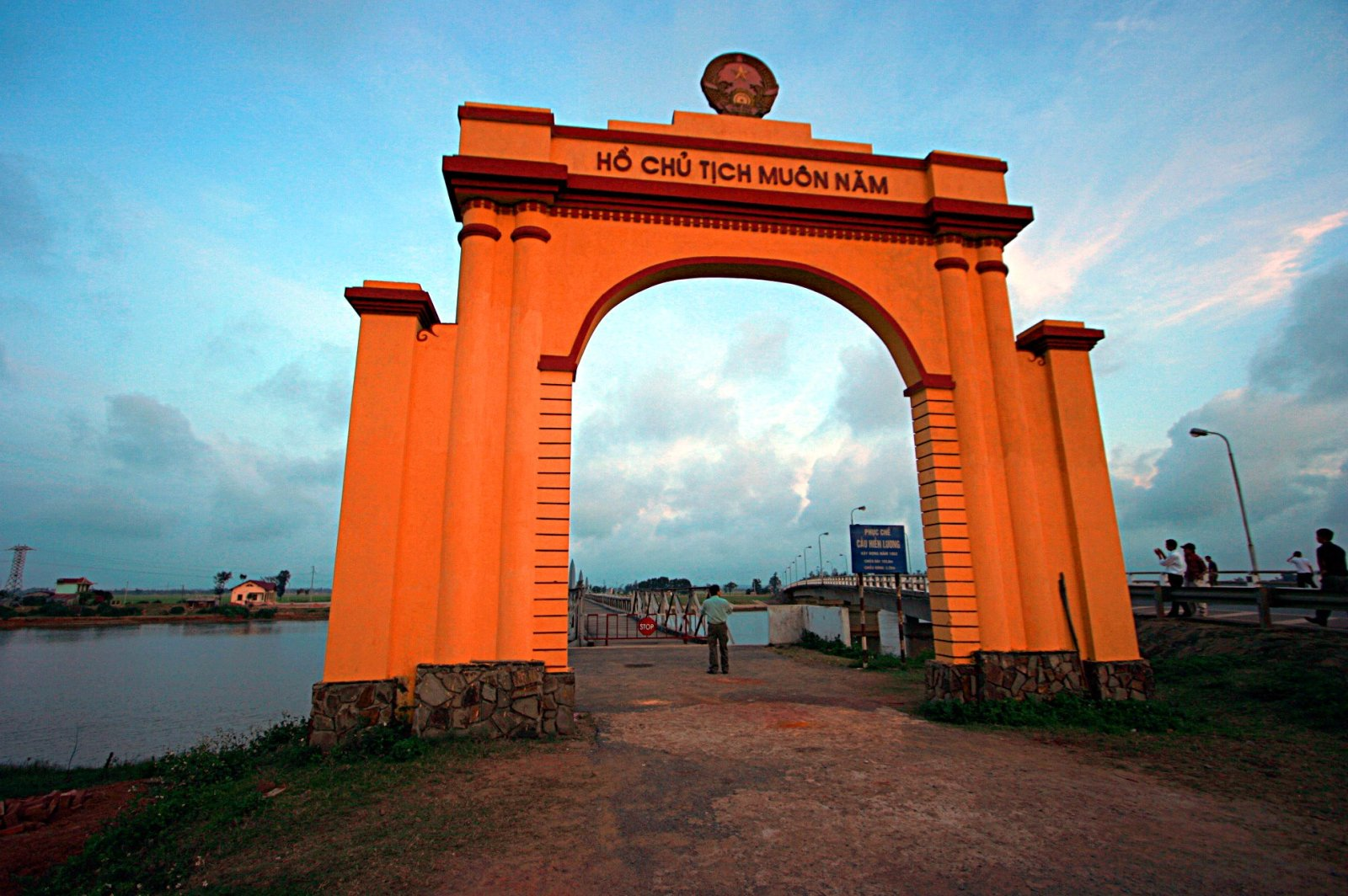
Herdenkingspoort naar Hồ Chí Minh bij de Hien Luong brug

De Bến Hải (Vietnamees: Sông Bến Hải) is een rivier in het midden van Vietnam en vormde een belangrijk natuurlijke grens bij de verdeling van het land in een noordelijk en een zuidelijk deel langs de 17e breedtegraad noord volgens de Geneefse akkoorden van 1954. De gedemilitariseerde zone scheidde de twee delen over ongeveer vijf kilometer aan elke zijde van de rivier.
De Bến Hải stroomt door de provincie Quảng Trị en heeft een totale lengte van ongeveer 100 kilometer, de bron ligt in het Annamitisch Gebergte langs de grens met Laos en de rivier mondt uit in de Zuid-Chinese Zee bij Cua Tung (Tung Rivier monding). In de bergen heeft de rivier de naam "Rao Thanh". De rivier stroomt van west naar oost iets ten zuiden van de 17e parallel en dicht bij de grens van de provincie Quảng Trị, waarin hij ligt. De rivier is zijn breedste punt ongeveer tweehonderd meter breed.
Ten tijde van de verdeling voerde de Quốc lộ 1A over de Bến Hải via de Hiền Lươngbrug (ook bekend als de "Vredesbrug"), een balkbrug gebouwd van staal door de Fransen in 1950. Na de deling werd de noordelijke helft van de brug rood en de zuidelijke helft geel geverfd. De brug raakte beschadigd tijdens een Amerikaans bombardement in de Vietnamoorlog in 1967. Na de Vredesakkoorden van Parijs werd een moderne brug gebouwd naast de oude brug.